# Bernhard Plockhorst
Bernhard Plockhorst (né le 2 mars 1825 à Brunswick, mort le 18 mai 1907 à Berlin) est un peintre allemand.

## Biographie

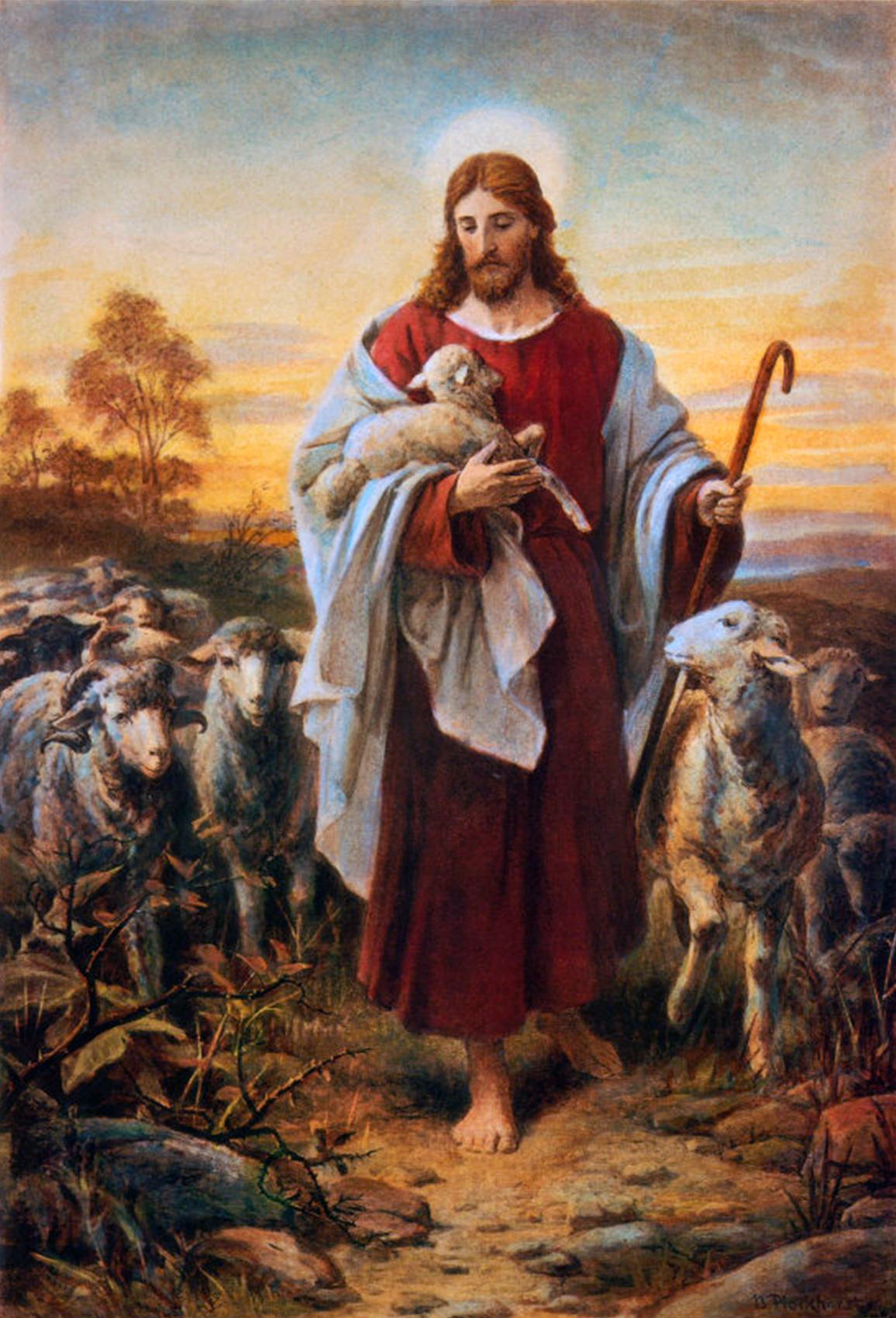
Le Bon Pasteur

Plockhorst suit d'abord au Collegium Carolinum une formation pendant cinq ans à la lithographie. À Leipzig, il entre en contact avec Ferdinand Piloty qui le fait venir à Munich, où il copie les tableaux à l'Alte Pinakothek de Rubens et de Titien. En 1853, il va à Paris où il poursuit ses études auprès de Thomas Couture. Après des voyages d'études en Belgique, en Hollande et en Italie, il se fixe à Berlin, où il fait des portraits et aussi de la peinture religieuse. De 1866 à 1889, il est professeur à l'école des beaux-arts de Weimar, où il a pour élève notamment Otto Piltz (de). Après sa retraite, il revient à Berlin.

## Œuvre
Plockhorst est un représentant de la fin du mouvement nazaréen comme Carl Gottfried Pfannschmidt ou Heinrich Ferdinand Hofmann, alors qu'il devient une caricature.
Des vitraux inspirés des peintures de Plockhorst ornent plusieurs églises aux États-Unis.